# می‌تاون، کنتاکی
می‌تاون (به انگلیسی: Maytown) یک منطقهٔ مسکونی در ایالات متحده آمریکا است که در شهرستان مورگان، کنتاکی واقع شده‌است. می‌تاون ۱٫۴۸ کیلومتر مربع مساحت و ۲۴۳ نفر جمعیت دارد و ۲۷۷٫۰۷ متر بالاتر از سطح دریا واقع شده‌است.